# Ctenitis microlepigera
Ctenitis microlepigera är en träjonväxtart som först beskrevs av Takenoshin Nakai, och fick sitt nu gällande namn av Ren-Chang Ching. Ctenitis microlepigera ingår i släktet Ctenitis och familjen Dryopteridaceae. Inga underarter finns listade.